# Pětihosty
Pětihosty település Csehországban, a Kelet-prágai járásban. Pětihosty Senohraby, Čtyřkoly és Pyšely településekkel határos. Lakosainak száma 264 fő (2024. január 1.).

## Népesség
A település lakosságának változását az alábbi diagram mutatja:
| Lakosok száma | 348  | 267  | 254  | 150  | 133  | 240  | 236  | 234  | 269  | 264  |
|               | 1869 | 1900 | 1921 | 1961 | 1980 | 2011 | 2016 | 2019 | 2021 | 2024 |